# 大阪府立中央聴覚支援学校
大阪府立中央聴覚支援学校（おおさかふりつ ちゅうおうちょうかくしえんがっこう）は、大阪府大阪市中央区上町一丁目にある公立特別支援学校。

## 概要
聴覚障害を持つ児童・生徒への教育をおこない、幼児部・小学部・中学部・高等部を設置している。高等部には専攻科も併設されている。
実業家・五代五兵衛が私費で設立した大阪盲唖院が学校の源流となっている。大阪府立大阪北視覚支援学校とルーツを同じくする。1919年に大阪市に移管されたのち、1923年に盲教育・聾教育を分離した。
1937年にヘレン・ケラーが学校を訪れたことがある。20世紀前半、高橋潔、大曽根源助校長時代には手話法によるろう教育の孤塁を守り続け、日本手話の発展や日本のろう者社会の形成に大きな影響を与えた。
かつては大阪市立聾学校（2009年3月まで）・大阪市立聴覚特別支援学校（2009年4月-2016年3月）の名称だったが、2016年に大阪府に移管され、現在の校名に改称した。

## 沿革
五代五兵衛が1900年、大阪市東区本町4丁目・浄久寺（現在の中央区本町4丁目2-5）に私立大阪聾唖院を開設したことが、学校の始まりとなっている。初代院長（校長）には、京都盲唖院（現在の京都府立盲学校・京都府立聾学校）の創設者で日本の盲・聾教育の始祖とされる古河太四郎を招聘している。
開校2ヶ月後の1900年11月30日には、大阪市南区塩町通1丁目15番地（現在の中央区南船場1丁目10-25）に移転した。
その後1907年4月18日に大阪市に移管され、市立大阪盲唖学校へと改編した。
生徒数の増加により敷地が狭隘となり、1909年に南区長堀橋筋1丁目3番地・元南区役所跡（現在の中央区島之内1丁目20-19）に仮移転した。1912年には南区南桃谷町25番地・元南区育英高等小学校跡（現在の中央区上本町西3丁目2-30）へと移転した。
さらに生徒数が増加して教室不足が見込まれる状況になったことから、盲教育と聾教育を分離することが決定した。1921年10月26日に分離案が大阪市会で可決され、1923年に大阪市立盲学校（現在の大阪府立大阪北視覚支援学校）と大阪市立聾唖学校（当校）に分離した。盲学校は従来の校舎を引き続き使用し、大阪市立聾唖学校は東成郡生野村（現在の生野区生野東4丁目1-75）に校舎を設置することになった。
その後1942年には、大阪市天王寺区勝山通3丁目（現在の天王寺区烏ヶ辻2丁目6-40）へと移転している。
1945年の大阪大空襲で天王寺区の校舎を全焼した。被災直後には天王寺区・五條国民学校に仮事務所を置き、さらに1946年1月に大阪市城東区関目町2丁目（現在の城東区成育1丁目5-19）・榎並国民学校分教場に仮校舎を設置した。
1948年に大阪市東区広小路町35番地・旧大阪市立東商業学校跡の現在地に移転している。
1948年には大阪市立聾学校へと改称し、また2009年には特別支援学校制度の導入に伴い、大阪市立聴覚特別支援学校へと改称した。
さらに2016年には、大阪市立特別支援学校全校の大阪府への移管により、大阪府立中央聴覚支援学校へと改称した。

### 年表
- 1900年9月13日 - 五代五兵衛が私立として大阪盲唖院を開設。この日を創立記念日とする。
- 1900年11月30日 - 南区塩町1丁目に移転。
- 1907年4月18日 - 大阪市に移管、市立大阪盲唖学校となる。
- 1913年7月24日 - 南区南桃谷町に移転。
- 1919年4月1日 - 大阪市立盲唖学校となる。
- 1922年9月26日 - 盲と聾唖が分離し大阪市立聾唖学校となる。
- 1923年5月1日 - 東成郡生野村に移転。
- 1934年9月21日 - 室戸台風で校舎倒壊。
- 1937年4月23日 - ヘレン・ケラー来校。
- 1942年4月25日 - 天王寺区勝山通3丁目に移転。
- 1944年12月19日 - 太平洋戦争の戦局悪化のため授業を停止。
- 1945年6月15日 - 大阪大空襲で校舎を全焼。
- 1946年4月1日 - 城東区関目町に仮校舎を設置し、授業再開。
- 1948年4月1日 - 学制改革により各部を置き、大阪市立聾学校に改称。
- 1948年4月13日 - 東区広小路町（現在地）に移転。
- 2009年4月1日 - 大阪市立聴覚特別支援学校に改称。
- 2016年4月1日 - 大阪府へ移管。大阪府立中央聴覚支援学校に改称。

## 通学区域
幼稚部・小学部・中学部には通学区域が設定されている。
2020年度時点では、通学区域は大阪市15行政区（北区・都島区・福島区・此花区・中央区・西区・港区・大正区・浪速区・西淀川区・淀川区・東淀川区・旭区・城東区・鶴見区）となっている。ただし大阪市の残る9行政区および守口市からも、大阪府立生野聴覚支援学校および大阪府立堺聴覚支援学校との調整区域として入学可能となっている。
高等部は府内全域から出願可能となっている。なお高等部の普通科については、従来は幼稚部・小学部・中学部と同じ通学区域が設定されていたが、2020年度以降は通学区域が撤廃され、府内全域からの入学が可能となった。

## 交通
- 地下鉄谷町線・中央線 谷町四丁目駅 10号出口より南西へ約600m。
- 地下鉄谷町線・長堀鶴見緑地線 谷町六丁目駅 7号出口より北東へ約400m。

## 歴代校長

### 第6代校長高橋潔
第6代校長の高橋潔は、1933年1月に文部省が口話法の推進政策を開始した後にも日本で唯一、手話法によるろう教育を継続した（ただし口話法による教育も並行して行った）。
当時、本校は台頭する口話法の成果を取り入れ、児童生徒の適性により口話法・手話法を使い分ける「適性教育（ORAシステム）」を提唱。高橋は教え子たちに慕われただけでなく、同時代の成人ろう者社会において幅広い尊敬を集め、手話の達人でもあった。
高橋は当時まだ生まれて日が浅い言語であった日本手話の改良にも力を入れ、夏休みには教え子や彼を慕う成人ろう者たちとともに毎年、吉野の竹林院で合宿を行った。
こうした高橋の活動が日本手話に与えた影響は小さくないとの見方もある。

### 第7代校長大曽根源助
第7代校長・大曽根源助は、高橋が母校である東北学院から呼んだ後輩。彼は高橋校長時代の1929年に私費でアメリカに留学し（この際、高橋から個人的な資金援助があったとされる）、アメリカのろう教育を学んで帰国。この直後、大曽根は現在の日本で標準的に使用されている指文字「大曽根式指文字」の原形を考案した。